# Pouilley-les-Vignes
Pouilley-les-Vignes is een gemeente in het Franse departement Doubs (regio Bourgogne-Franche-Comté). De plaats maakt deel uit van het arrondissement Besançon. Pouilley-les-Vignes telde op 1 januari 2022 2.162 inwoners.

## Geografie
De oppervlakte van Pouilley-les-Vignes bedraagt 9,34 vierkante kilometer; de bevolkingsdichtheid is 212 inwoners per km² (per 1 januari 2019).
De onderstaande kaart toont de ligging van Pouilley-les-Vignes met de belangrijkste infrastructuur en aangrenzende gemeenten.

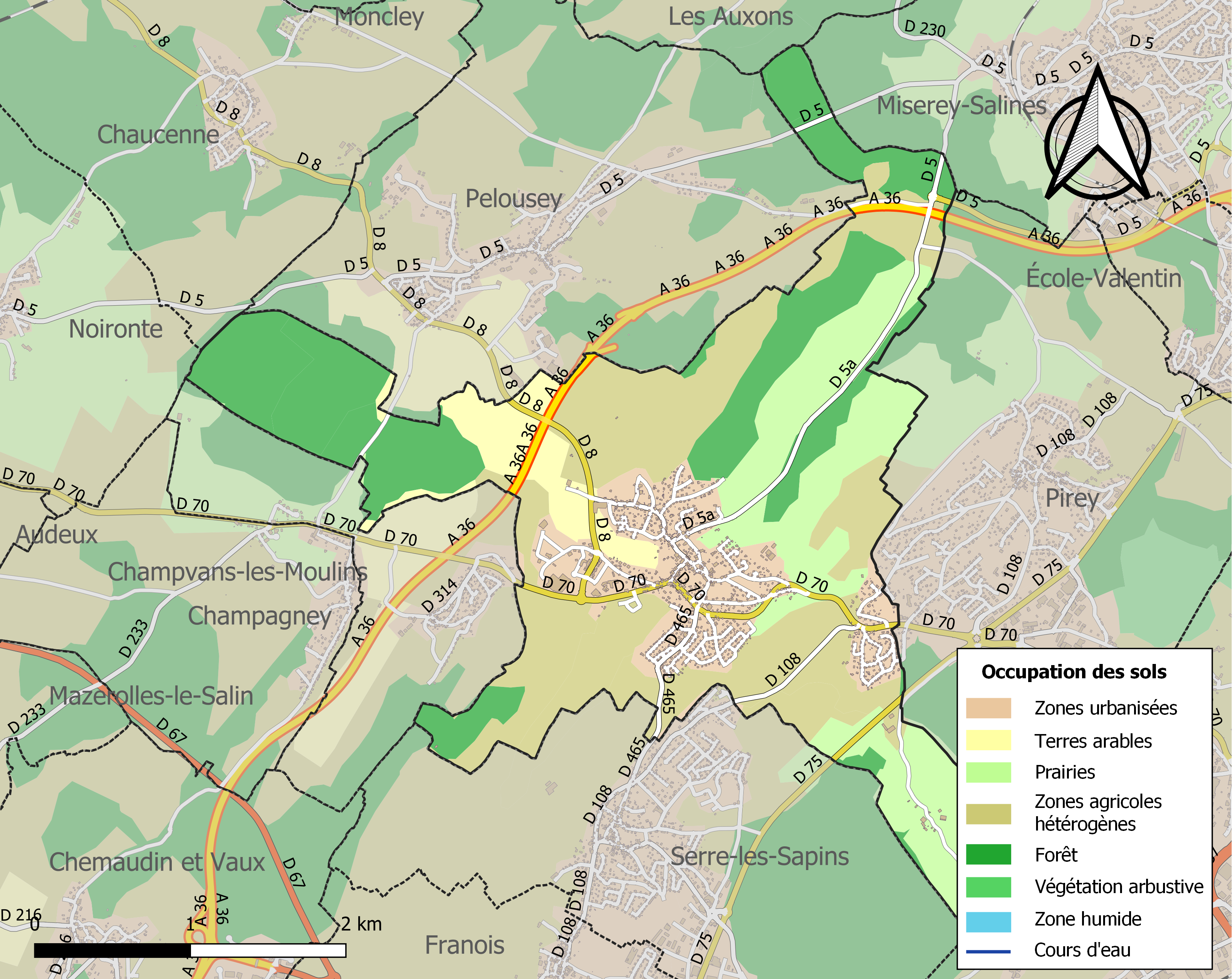

## Demografie
Onderstaande figuur toont het verloop van het inwonertal (bron: INSEE-tellingen).